# Retablo de la iglesia parroquial de Hontoria de la Cantera
El retablo se encuentra en la iglesia parroquial de Hontoria de la Cantera, una iglesia ubicada en la localidad de Hontoria de la Cantera, Burgos, España.

## Contexto
El retablo se empezó a construir en 1762, un año después de que fuese concedido el permiso para crearlo. Está situado en la cabecera del altar, dentro de la iglesia. Fue creado por Andrés Ballado y Manuel Camino aunque se piensa que Camino solo estuvo allí para auxiliarle. 
Por esas mismas fechas José de Arce hizo la talla del titular de San Miguel. 
En 1772 se tallaron el resto de las labores escultóricas.
El dorado y policromado se realizó en 1782 por Pedro Palacios, Simón de Velasco y Jacinto Ordiz.

## Historial
En 1761 los mayordomos de la iglesia reciben el permiso para realizar el retablo, al año siguiente le encargan el trabajo a Andrés Ballado y Manuel Camino. El coste fue de 9000 reales de vellón contando el precio de la talla de San Miguel y el dorado que se aplicó más tarde. 
Ballado diseñó la estructura y creó la base del retablo, también se cree que realizó el tabernáculo. Más tarde José de Arce talló a San Miguel, pieza central del retablo. El resto de figuras escultóricas se acabaron años después, por último en 1782 aplicaron el dorado.
Estos son los pasos que se siguieron para crear uno de los retablos más importantes del mundo rococó dentro de Burgos. 

## Descripción

### Exterior
Aún perviven algunos elementos característicos del pasado como los clásicos canecillos ubicados entre el arquitrabe y la sobresaliente cornisa. 

### Interior
La planta es compleja y movida, la calle central tiene un cierto grado de convexidad y las calles laterales siguen una línea cóncava.
Se alza sobre un banco, comprende un solo cuerpo dividido en tres calles y coronado por un remate. El banco está roto en el centro por un remate semicircular en el que se encuentra el tabernáculo expositor compuesto por cuatro columnas.
Cuatro ménsulas se encargan de sujetar las columnas del cuerpo las cuales están decoradas con motivos vegetales y de tipo rocalla. Las columnas principales aparecen estriadas en los fustes y están decoradas con motivos adventicios. 
Las esculturas están en hornacinas con remare a modo de venera, estas aparecen completadas con unas peanas sobre las que se apoyan las esculturas. Quizás no colocaron las esculturas en hornacinas para que parecieran más cercanas al espectador y se viesen mejor. 
La hornacina central está ocupada por la talla de San Miguel y las laterales de San Pedro y San Pablo. Se observa una ligerísima incurvación en el centro.
El remate aparece sobre un zócalo, por encima de este hay unos angelitos tocando la trompeta, encima de este hay una hornacina donde está situada la Inmaculada la cual está flanqueada por columnas decoradas con rocallas y pilastras.

Los motivos principales de decoración son las rocallas, la hojarasca, las palmetas, las florecillas....